# Артем'єва Людмила Вікторівна
Людми́ла Вікторівна Артем'єва (нар. 10 лютого 1963, Дессау, НДР) — радянська і російська акторка театру і кіно, телеведуча. Заслужена артистка Росії (1997). Відома за серіалами «Свати», «Таксистка», «Хто в домі господар», «Свахи».
З червня 2017 року знаходиться в чистилищі бази «Миротворець». Внесена за свідоме порушення державного кордону України, незаконну гастрольну діяльність в окупованому Росією Криму.

## Біографія
У 1986 році закінчила Театральне училище імені Бориса Щукіна (майстерня М. Р. Тер-Захарової).
Вперше на екранах телебачення Людмила Артем'єва дебютувала 1986 року в шкільному фільмі «Дуже страшна історія». Стала популярною після головних ролей у серіалах «Таксистка» (2004—2007), «Хто в домі господар?» (2006—2008), «Свати» (2008—2018), «Монтекрісто» (2008—2009), «Свахи» (2014—2015).
Акторка театру Ленком (1986—2003).
Брала участь у телегрі «Слабка ланка» на Першому каналі
У 2020 році відмовилась від зйомок у новому сьомому сезоні популярного серіалу «Свати», що знімається під Мінськом. Він для неї став значимим, бо знімається вже більше 10 років. Восени 2020 року ситком вийде на екрани.

### Родина
Батько Віктор Пилипович Артем'єв — військовий (помер), мати Марія Авдіївна Артем'єва — співачка, пізніше — спортсменка, а потім — домогосподарка.
Дочка Катерина — закінчила Літературний інститут імені Олексія Горького за спеціальністю «перекладач німецької мови». Неодружена.

## Погляди
Активна прихильниця організації «Відродження. Золотий Вік», що характеризується низкою експертів як тоталітарна секта.
У 2014 році підтримала анексію Криму Російською Федерацією. У 2016 році їй був заборонений в'їзд до України.

## Творчість

### Лєнком
- «Диктатура совісті» — Надя (захисниця)
- «Жорстокі ігри» — Дівчина не схожа на ангела
- «Мудрець» — Машенька, Мамаєва
- «Поминальна молитва» — Годл
- «Бременські музиканти» — Королева, Отаманша
- «Божевільний день, або Одруження Фігаро» — Марселіна
- «Королівські ігри» — Економка
- «Варвар і єретик»
- «Блазень Балакірєв» — Бурикіна
- «Містифікація»

## Фільмографія
- 1986 — Дуже страшна історія —  вчителька
- 1988 — Острів іржавого генерала —  Світлана Самотня
- 1991 — Мій чоловік — іншопланетянин —  працівниця пральні
- 1993 — Альфонс —  Людмила
- 1995 — Панянка-селянка —  міс Жаксон
- 1997 — Єралаш № 121 — сюжет «Морозиво» — Фея-вчителька Ангеліна Петрівна
- 2000 — Заздрість богів —  працівниця телебачення
- 2001 — Ніна —  Ольга Петрова
- 2001 — Оголена натура —  директор училища
- 2002 — Дві долі —  Жанна
- 2002 — Дронго —  секретар депутата Лазарева
- 2002 — Росіяни в місті ангелів —  Раїса Пальгунова
- 2003 — Козеня в молоці —  Свиридонова
- 2003 — З Новим роком! З новим щастям! —  Роза
- 2004 — 33 квадратних метри — Ірена Сульцман, однокласниця Тетяни
- 2004 — Даша Васильєва 3 —  Аліса
- 2004 — Таксистка —  Надія Петрівна Ромашова
- 2004 — Таксистка. Новий рік за Гринвічем —  Надія Петрівна Ромашова
- 2005 — Даша Васильєва 4 —  Аліса
- 2005 — Роман жахів —  Людмила
- 2005 — Любов моя —  Катерина
- 2005 — Таксистка 2 —  Надія Петрівна Ромашова
- 2006 — Іван Подушкін. Джентльмен розшуку —  Зоя
- 2006 — Лісовик —  Ольга
- 2006 — В ритмі танго —  ведуча
- 2006 — Ліга ошуканих дружин —  Ольга, психолог з сімейних стосунків
- 2006 — Таксистка 3 —  Надія Петрівна Ромашова
- 2006 —  2008 — Хто в домі господар? —  Антоніна Петрівна Лопухіна, мати Даші Пироговой
- 2007 — Снігуронька для дорослого сина —  Валерія
- 2007 — Таксистка 4 —  Надія Петрівна Ромашова
- 2008 — Добра подружка для всіх —  Єлизавета Петрівна
- 2008 — Жаркий лід —  Віолетта Костянтинівна, тітка Наталії
- 2008 — Попелюшка 4x4. Все починається з бажань —  Фея
- 2008 — Лісовик 2 —  Ольга
- 2008 — Монтекрісто —  Софія Павлівна Орлова
- 2008 — Свати —  Ольга Миколаївна Ковальова
- 2008 — Щасливої дороги —  знахарка
- 2008 — Свати 2 —  Ольга Миколаївна Ковальова
- 2009 — Ясновидиця —  Ніна Федорівна
- 2009 — Свати 3 —  Ольга Миколаївна Ковальова
- 2009 — Не треба засмучуватися —  Ельвіра
- 2010 — Іграшки —  Елла Геннадіївна, мама Анни Бєлкіна
- 2010 — Свати 4 —  Ольга Миколаївна Ковальова
- 2010 — Дворик —  Софія Лужина
- 2010 — Класні мужики —  Зіна Князєва, мати Сені
- 2011 — Новорічні свати —  Ольга
- 2011 — Новорічний детектив —  Ізольда
- 2011 — Няньки —  мама Валентини
- 2011 — Свати 5 —  Ольга Миколаївна Ковальова
- 2011 — Вагітний —  мама Сергія
- 2011 — Одного разу на Новий рік —  бабуся Яри
- 2011 — Біла ворона —  Альбіна Вебер
- 2012 — Мами —  Вікторія Володимирівна, мама в кінотеатрі
- 2012 — Цікава Варвара —  Ірма Володимирівна
- 2012 — Свати 6 —  Ольга Миколаївна Ковальова / Беркович
- 2013 — Дублер —  Олена Сергіївна, директор музичної школи
- 2013 — Поки живу, люблю —  Галина Олександрівна
- 2013 — Перша осінь війни —  жінка на шосе
- 2014 — Свахи —  Ніна Семенівна Мухіна
- 2015 — Свахи 2 —  Ніна Семенівна Мухіна
- 2016 — Пам'ятаю - не пам'ятаю! —  мама Лізи
- 2016 — Злочин —  Анна Лаврова, мама Тані
- 2018 — Свати 7 —  Ольга Миколаївна Беркович
- 2019 — Миленький ти мій
- 2020 — Гості з минулого — Римма Петрівна працівниця архіву, кохана професора Піотровського

### Озвучування
- 2007 — Жаб'ячий рай — Королева / Принцеса крокодилів
- 2012 — Снігова королева — Квіткарка
- 2014 — Кіт Грім і зачарований дім — миша Меггі
- 2014 — Чуки-Куки
- 2017 — Чудо-юдо — Чудо-Юдо (мультфільм) — лісова Відьма

### Телебачення
- 2001—2003 — ведуча програми «Впрок» (НТВ)[12][13]
- 2007 — суддя програми Сміх без правил
- 2013; 2015-2016 рр. — член журі проекту «Один в один!» (1; 3-4 сезони) (Перший канал та Росія-1)
- 2013 — член журі проекту «Як дві краплі» (телеканал «Україна»)
- Вересень 2013 та 2014 рр. — захисник у програмі «Модний приговор» (Перший канал)

### Телеспектаклі
- 1986 — Герцогиня Герольштейнська — герцогиня
- 1991 — Рудольфио — дружина

### Реклама
- 1999 — Цукерки «Рондо»
- 2000 — Продукція «Моя Сім'я»

### Пародії
- Людмилу Артем'єву пародіювала заслужена артистка Нонна Гришаєва в шоу «Повтори!» (8 випуск 2014 року), за що отримала 2 бали з 3-х.

## Визнання та нагороди
- Приз за кращий рекламний образ за участь у рекламі «Моя сім'я» (2000).
- 2007 р., орден «Миротворець».
- Премія «Телетріумф-2010» в номінації «Акторка телевізійного фільму/серіалу» за роботу в серіалі «Свати».
- Премія «Телезірка-2011» в номінації «Улюблена актриса» за роль в телесеріалі «Свати».
- Приз за найкращу жіночу роль у виставі «Поцілунок удачі» на фестивалі «Амурська осінь-2013».